# Anastasiya Petryshak
Anastasiya Petryshak (in ucraino Анастасія Петришак?, traslitterato anche Anastasija Petryšak; Ivano-Frankivs'k, 12 aprile 1994) è una violinista ucraina naturalizzata italiana.

## Biografia

### Studi
Si avvicina alla musica all'età di 5 anni con lo studio del pianoforte, negli anni successivi inizia lo studio del violino. Già dai primi anni incomincia ad esibirsi in pubblico da solista, partecipando e vincendo numerosi concorsi nazionali e internazionali. Il grande talento e determinazione dimostrati in Ucraina la portano a trasferirsi all'età di dieci anni in Italia per proseguire gli studi di violino. Compiuti 15 anni viene ammessa all'Accademia Internazionale di alto perfezionamento per violino “Walter Stauffer” di Cremona e subito dopo all'Accademia Chigiana di Siena, seguita dal maestro Salvatore Accardo. All'età di 17 anni si diploma al Conservatorio Arrigo Boito di Parma con il massimo dei voti, lode e menzione d'onore. 
Agli inizi del 2015 conclude con il massimo dei voti, lode e menzione d'onore, il biennio di alto perfezionamento Musicale all'Istituto Claudio Monteverdi di Cremona, completando così il massimo degli studi ottenibili in Italia per il violino. Si è perfezionata anche con Zachar Bron, Boris Davidovič Belkin, Pierre Amoyal, Shlomo Mintz.

### Carriera
Inizia la carriera solistica in Ucraina eseguendo numerosi concerti solistici con orchestra di compositori come Bach, Vivaldi, Accolay. Già dai primi anni risulta vincitrice assoluta in numerosi concorsi. Debutta da solista in Italia a 15 anni suonando il Concerto per violino e orchestra n. 1 (Paganini) con la Filarmonica "Arturo Toscanini" di Parma, con la quale nei mesi successivi esegue anche il Concerto per violino e orchestra di Tchaikovsky all'Auditorium Paganini, avviando così una carriera solistica che l'ha portata a suonare in numerosi e importanti teatri. Nel 2012 vince il concorso dei "Migliori Diplomati dei Conservatori e degli Istituti Musicali d'Italia 2011" e nel 2014 risulta tra i migliori studenti degli Istituti di Alta Formazione Musicale d'Italia.
Ha suonato e collaborato con musicisti internazionali come Gubaidulina, Gianluigi Gelmetti, Rocco Filippini, Salvatore Accardo, Federico Longo, Bruno Giuranna e molti altri. Dall'età di 15 anni collabora con Andrea Bocelli, che la invita come solista ospite in occasione di numerosi concerti in Italia e all'estero.
Particolarmente sensibile a tematiche sociali, presta la sua musica ad eventi di beneficenza come in occasione del Terremoto di Haiti o per aiutare la costruzione della nuova Terapia Intensiva Cardiochirurgica dell'Ospedale pediatrico Bambino Gesù. Nel 2015 è stata scelta per far parte del progetto ideato e voluto da papa Francesco e dal Pontificio consiglio per la famiglia "Il Grande Mistero".. Ogni anno si dedica con delle iniziative per ricordare il Giorno della Memoria, come lo spettacolo "La domanda su Mozart" o eseguendo dei concerti con il violino della Shoah. Il 15 settembre 2017 è ospite in una serata di beneficenza organizzata al Colosseo in diretta in prima serata su Rai 1, dove sono presenti numerose celebrità provenienti da tutto il mondo per sostenere progetti educativi in Italia e ad Haiti della Fondazione Andrea Bocelli (fra cui la ricostruzione della scuola media «Leopardi» di Sarnano, nelle Marche, distrutta dal terremoto) e il Muhammad Ali Parkinson Center di Phoenix, in Arizona.
Il 27 ottobre 2016, è stata la violinista più giovane ad esibirsi con il celebre violino “Il Cannone” appartenuto a Niccolò Paganini, violino costruito nel 1743 dal liutaio Guarneri del Gesù, eseguendo l'intero Concerto n. 1 per violino e Orchestra di N. Paganini nel Teatro Carlo Felice di Genova in occasione del 234º anniversario della nascita di Niccolò Paganini.

### Strumenti
Collabora con la "Fondazione Antonio Stradivari" di Cremona, suonando regolarmente tutti gli strumenti della collezione, realizzati da Stradivari, Amati, Guarneri del Gesù e altri. Inoltre collabora con il laboratorio di acustica musicale del Politecnico di Milano e il laboratorio di diagnostica non invasiva dell'Università degli studi di Pavia, che si occupano dell'aspetto acustico dello strumento e della natura fisica dei violini antichi di liuteria cremonese e degli strumenti moderni vincitori del Concorso Triennale Internazionale di Liuteria. Queste collaborazioni, le hanno permesso, ad un'età così giovane, di specializzarsi nell'utilizzo di strumenti antichi cremonesi di Stradivari, Amati, Guarneri del Gesù e quelli moderni, suonandone all'incirca 60, studiando a fondo la resa acustica ed identificando le peculiarità e le sfumature timbriche di ogni violino. Tutti i progetti di ricerca completati sono stati pubblicati nelle riviste scientifiche internazionali del settore.